# Баканов, Роман Петрович
Рома́н Петро́вич Бака́нов (род. 22 января 1981, Казань, Татарская АССР, СССР) — российский журналист, медийный и телевизионный критик. Эксперт в области российской журналистики. Кандидат филологических наук, доцент кафедры национальных и глобальных медиа Высшей школы журналистики и медиакоммуникаций и заместитель директора по социальной и воспитательной работе Института социально-философских наук и массовых коммуникаций Казанского (Приволжского) федерального университета.

## Биография
Родился 22 января 1981 года в Казани в семье Галины Павловны (в девичестве Чекалина) и Петра Владимировича Бакановых.
Учился в казанской школе № 135 (1988—1997 гг.) и в Лицее имени Н. И. Лобачевского при Казанском государственном университете (1997—1998 гг.).
В 2003 году с отличием окончил отделение журналистики Казанского государственного университета имени В. И. Ульянова-Ленина и там же поступил в аспирантуру на кафедру журналистики, которую досрочно окончил в 2006 году защитив (защита состоялась 26 июня 2006 г.) под научным руководством доктора филологических наук, доцента Д. В. Туманова диссертацию на соискание учёной степени кандидата филологических наук по теме «Телевидение сквозь призму газет 1990-х годов (на материалах изданий Москвы и Татарстана)» (специальность 10.01.10 — журналистика). Официальные оппоненты — доктор филологических наук, профессор В. З. Гарифуллин и доктор филологических наук, профессор А. П. Короченский. Ведущая организация — МГУ имени М. В. Ломоносова.
Преподавательской деятельностью занимается с сентября 2006 г., хотя своё первое занятие по дисциплине «Выпуск учебной газеты» провёл в апреле 2004 года. В 2006—2009 годах — ассистент, в 2009—2011 годах — старший преподаватель, с 2011 года по настоящее время — доцент кафедры журналистики (ныне — кафедра национальных и глобальных медиа) Высшей школы журналистики и медиакоммуникаций и заместитель директора по социальной и воспитательной работе Института социально-философских наук и массовых коммуникаций Казанского (Приволжского) федерального университета. Преподаёт следующие  дисциплины: «Техника безопасности журналиста»; «Выпуск учебной газеты»; «Актуальные проблемы современной науки и журналистика»; «Медийная критика в системе современной журналистики России»; «Основы журналистской деятельности: новостная журналистика»; «Современное корпоративное издание»; «Пресс-служба в государственной сфере»; «Средства массовой информации Республики Татарстан: мастерство журналиста»; «Проблемы современности и „повестки дня“ средств массовой информации» (для магистров); «Философское осмысление науки и современного журнализма» (для магистров). Руководитель ежегодной Школы молодого журналиста при отделении массовых коммуникаций Казанского университета (обучение проводится с декабря по середину мая). Автор идеи и организатор двенадцати международных научно-практических конференций «Информационное поле современной России: практики и эффекты» (г. Казань, 2004-2015 гг.) с изданием ежегодных сборников научных статей конференции (составитель и автор оригинал-макетов каждого из них). Ведущий профильных классов по журналистике в школе № 18 г. Казани (с 2009 г. по настоящее время).

## Научная деятельность
Автор более семидесяти научных статей по проблемам теории и практики медийной критики в федеральных и республиканских СМИ постсоветской России и монографии «Книга жалоб на телевидение: Эволюция газетной критики в Российской Федерации 1991-2007 годов» (опубликована в 2007 году), а также более десятка учебных пособий по медийной критике, технике безопасности журналиста: «Научно-исследовательская работа студента» (в соавторстве с коллегами с кафедры журналистики КГУ) (2007 г.); «Масс-медиа глазами газет: Практические рекомендации в помощь начинающему медийному критику» (2008 г.); «Основы творческой деятельности журналиста: новостная журналистика» (2009 г.); «Техника безопасности журналиста» (2009 г.); «Учимся делать газету» (в соавторстве с доцентом М.В. Симкачевой) (2010 г.); «Актуальные проблемы современной науки и журналистика» (2010 г.); «Журналистика: знакомство с профессией» (2010 г.); «Журналистика для начинающих» (совместно с доцентами кафедры журналистики Д.В. Тумановым и М.В. Симкачевой) (2012 г.); «Основы журналистской деятельности: новостная журналистика» (2015 г.); «Проблемы современности и "повестки дня" средств массовой информации» (2015 г.); «Медийная критика в системе современной журналистики России» (2015 г.).

## Журналистская деятельность
Практической журналистикой начал заниматься с 1997 года. В 2001—2002 годах работал пресс-секретарём Республиканского центра молодёжных (студенческих) формирований по охране общественного порядка «Форпост» при Министерстве по делам молодёжи и спорту Республики Татарстан. В 2002—2003 годах — корреспондент редакции «Книга памяти» при Кабинете министров Республики Татарстан. В 2003—2004 годах — специалист отдела информации Министерства по делам гражданской обороны и чрезвычайных ситуаций Республики Татарстан. В 2004—2008 годах — корреспондент и ответственный секретарь редакции газеты «Казанский университет».
Член Союза журналистов России и член Союза журналистов Республики Татарстан.

## Награды
Имеет ряд профессиональных наград, победитель и лауреат нескольких творческих конкурсов и фестивалей, включая почётную грамоту ректора КГУ «За лучшее печатное издание Казанского государственного университета 2008 года» по гуманитарному направлению за подготовку учебного пособия «Масс-медиа глазами газет» (2008), почётная грамота ректора КГУ «За многолетнюю активную плодотворную активную деятельность, большой вклад в издание газеты „Казанский университет“ и в связи с 80-летием газеты» (2008), почётную грамоту мэра г. Казани «За вклад в развитие журналистики, подготовку квалифицированных кадров» (2012) и почётную грамоту Министерства образования и науки Республики Татарстан «За долголетнюю плодотворную работу в системе высшего профессионального образования» (2015) и благодарность Министерства образования и науки Республики Татарстан «За подготовку лауреата Премии Президента Российской Федерации по поддержке талантливой молодёжи в рамках приоритетного национального проекта „Образование“».

## Научные труды

### Монографии
- Баканов Р. П. «Книга жалоб» на телевидение. Эволюция газетной телевизионной критики в Российской Федерации 1991 – 2000 годов. — Казань: Казанский государственный университет им. В. И. Ульянова-Ленина, 2007. — 297 с. ISBN 978-5-98180-431-1
- Баканов Р. П., Симкачёва М. В., Туманов Д. В. Журналистика: знакомство с профессией (в соавторстве). — Казань: Изд-во Казанск. гос. ун-та, 2008. — 105 с.
- Баканов Р. П. Масс-медиа глазами газет: Практические рекомендации в помощь начинающему медийному критику: Учебно-методическое пособие. – Казань: Изд-во Казанского ун-та, 2008. – 256 с.
- Баканов Р. П. Новостная журналистика. — Казань: Казан. гос. ун-т, 2009. — 178 с.
- Баканов Р. П. Актуальные проблемы современной науки и журналистика. — Казань: Казан. гос. ун-т, 2010. — 284 с.
- Баканов Р. П. Медийная критика в системе современной журналистики России: учебное пособие. — Казань: Изд-во Казанского ун-та, 2015. — 116 с.
- Баканов Р. П. Основы журналисткой деятельности: новостная журналистика: Учебно-методическое пособие. — 2-е изд.: перераб. и доп. — Казань: Изд-во Казанского ун-та, 2015. — 116 с. ISBN 978-5-00019-450-8
- Баканов Р. П., Симкачёва М. В., Туманов Д. В. Журналистика для начинающих: Учебное пособие. 3-е издание, перераб. и доп. — М.: Аспект Пресс, 2016. — 256 с.
- Баканов Р. П., Симкачёва М. В., Туманов Д. В. Журналистика для начинающих: язык современной прессы. — М.: Аспект Пресс, 2017. — 256 с.
- Баканов Р. П., Симкачёва М. В., Туманов Д. В. Журналистика для начинающих: Учебное пособие. — М.: Аспект Пресс, 2018. — 256 с.

### Статьи
на русском языке
- Баканов Р. П. Телевизионная критика как форма гражданского участия в деятельности СМИ // Меди@льманах. 2006. № 5. С. 58-64.
- Баканов Р. П. Жанровая специфика газетных публикаций о телевидении в 1990-е годы? Телекритики развлекают аудиторию // Меди@льманах. 2007. № 2. С. 37-45.
- Баканов Р. П. Телевизионная критика в отечественной печати 1960-1980 годов: становление направления // Учёные записки Казанского государственного университета. Серия: Гуманитарные науки. 2008. Т. 150. № 4. С. 116-129.
- Баканов Р. П. Медийная критика на страницах газет Республики Татарстан // Учёные записки Казанского государственного университета. Серия: Гуманитарные науки. 2009. Т. 151. № 5-1. С. 74-85.
- Баканов Р. П. Роль телекритики в процессе повышения медиакомпетентности личности (филологический аспект) // Учёные записки Казанского государственного университета. Серия: Гуманитарные науки. 2009. Т. 151. № 5-2. С. 273-281.
- Баканов Р. П. Особенности творческого стиля Ирины Петровской — телекритика газеты «Известия» // Учёные записки Казанского государственного университета. Серия: Гуманитарные науки. 2010. Т. 152. № 5. С. 133-143.
- Баканов Р. П. Медийная критика в российской прессе: проблемы становления// Научные ведомости Белгородского государственного университета. Серия: Гуманитарные науки. 2010. № 18 (89). С. 183-197.
- Баканов Р. П. Критерии анализа телевизионных передач и тенденций развития телевизионного вещания в творчестве телекритика Юрия Богомолова // Учёные записки Казанского университета. Серия: Гуманитарные науки. 2011. Т. 153. № 5. С. 177-189.
- Баканов Р. П. Медийная критика как учебная дисциплина (опыт Казанского университета) // Научные ведомости Белгородского государственного университета. Серия: Гуманитарные науки. 2011. № 24 (119). С. 150-159.
- Баканов Р. П. Жанровое разнообразие телевизионной критики в федеральной печати 2011 г. // Учёные записки Казанского университета. Серия: Гуманитарные науки. 2012. Т. 154. № 6. С. 143-160.
- Баканов Р. П. Приёмы подачи информации в творчестве телевизионного критика Славы Тарощиной // Научные ведомости Белгородского государственного университета. Серия: Медицина. Фармация. 2012. № 12 (131). С. 127-136.
- Баканов Р. П. Слагаемые эффективности творческой деятельности медийного критика // Вестник Челябинского государственного университета. 2013. № 21 (312). С. 55-66.
- Баканов Р. П. Портрет «Первого канала» российского телевидения в оценках обозревателей «Литературной газеты» // Учёные записки Казанского университета. Серия: Гуманитарные науки. 2013. Т. 155. № 6. С. 86-107.
- Баканов Р. П. Российская медиакритика: учителя есть, школы нет // Журналистский ежегодник. 2013. № 2-1. С. 49-51.
- Баканов Р. П. Проблематика телевизионной критики в федеральной прессе 2011-2013 гг. // Учёные записки Казанского университета. Серия: Гуманитарные науки. 2014. Т. 156. № 6. С. 59-77.
- Баканов Р. П. Медийная критика как форма гражданского участия в деятельности СМИ // Научные ведомости Белгородского государственного университета. Серия: Гуманитарные науки. 2015. Т. 27. № 18. С. 182-189.
- Баканов Р. П. Елена Чекалова – телекритик газеты «Московские новости»: проблематика выступлений и критерии оценки телеэфира // Учёные записки Казанского университета. Серия: Гуманитарные науки. 2015. Т. 157. № 4. С. 7-19.
- Баканов Р. П. Цифровые медиа и соблазны молодых корреспондентов: риски конфликтогенности // Известия Уральского федерального университета. Серия 1: Проблемы образования, науки и культуры. 2016. Т. 22. № 3 (153). С. 19-26.
- Баканов Р. П. Сущность и перспективы исследований медийной критики в современной России // Учёные записки Казанского университета. Серия: Гуманитарные науки. 2017. Т. 159. № 3. С. 589-603.
- Баканов Р. П. Российская медийная критика в условиях цифровых медиа: поиск новых способов взаимодействия с аудиторией // Известия Уральского федерального университета. Серия 1: Проблемы образования, науки и культуры. 2017. Т. 23. № 3 (165). С. 11-21.

на других языках
- Bakanov R. P. Media criticism in a modern Russian press: formation and state // International Journal of Humanities and Cultural Studies[англ.]. — 2016. — P. 40—45.
- Bakanov R. P., Bikulova D. A. The same-sex marriage legalization in New-Iork in 2011 in the USA media // The Turkish Online Journal of Design, Art and Communication. — 2016. — P. 2251—2256.

## Публицистика
- Баканов Р. П. «От борзописца слышу!» Размышление о специфике медийной критики в Республике Татарстан // Журналистика и медиарынок. — 2006. — № 6. — С. 28—29.
- Баканов Р. П. Кто в экспертах? Освещение темы наркологии // Журналистика и медиарынок. — 2006. — № 12. — С. 37.
- Баканов Р. П. Позитив, а не позерство // Журналистика и медиарынок. — 2007. — № 1. — С. 44 – 45.
- Баканов Р. П. Хроническая критика. Из медиакритики постепенно уходит аналитика // Медиадискурс. — 2008. — № 10. — С. 34.
- Баканов Р. П. Вузовкие корры сели за парты // Казанский университет. — 2008. — №№ 21-22. — С. 15